# قائمة رؤساء فرنسا
رئيس الجمهورية الفرنسية هو رأس الدولة في فرنسا، ويُنتخب بالاقتراع الشعبي لمدة خمس سنوات.
يُعتبر لويس نابليون بونابرت أول من تولّى هذا المنصب، إذ انتُخب في عام 1848، لكنه دبّر انقلابًا ذاتيًا في عام 1851 أعلن بعده نفسه إمبراطورًا تحت اسم نابليون الثالث. وقد حظي انقلابه بشعبية، نظرًا لسعيه إلى إعادة العمل بالاقتراع العام للذكور الذي سبق أن ألغاه المجلس التشريعي، مما منح الإمبراطورية الثانية التي أسسها حديثًا قاعدة راسخة.
أُعيد إرساء النظام الجمهوري مجددًا في عام 1870 مع قيام الجمهورية الثالثة، بعد سقوط نابليون الثالث. وفي عام 1962، وتحت الجمهورية الخامسة، نُظّم استفتاء بطلب من الرئيس شارل ديغول، نُقلت بموجبه عملية انتخاب رئيس الجمهورية من هيئة ناخبة إلى اقتراع شعبي مباشر. ومنذ ذلك الحين، أُجريت عشر انتخابات رئاسية. أما الرئيس الخامس والعشرون والحالي، فهو إيمانويل ماكرون، الذي تولّى المنصب في 14 مايو 2017.

## الجمهورية الثانية(1848-1852)
| الرقم | صورة | الإسم (الولادة–الوفاة)                 | فترة نهاية الحكم; فترة الحكم | فترة نهاية الحكم; فترة الحكم | الحزب سياسي | مصدر. |
| ----- | ---- | -------------------------------------- | ---------------------------- | ---------------------------- | ----------- | ----- |
| 1     |      | شارل لويس نابليون بونابارت (1808–1873) | 20 كانون الأول 1848          | 2 كانون الأول 1852           | بونابارتي   | [ 1 ] |
| 1     | 1848 | شارل لويس نابليون بونابارت (1808–1873) |                              |                              | بونابارتي   | [ 1 ] |

## الجمهورية الثالثة(1870-1940)
| الرقم | صورة | الإسم (الولادة–الوفاة)              | فترة نهاية الحكم; فترة الحكم | فترة نهاية الحكم; فترة الحكم | الحزب سياسي                                                      | مصدر.  |
| ----- | ---- | ----------------------------------- | ---------------------------- | ---------------------------- | ---------------------------------------------------------------- | ------ |
| 2     |      | أدولف تيير (1797–1877)              | 31 آب 1871                   | 24 أيار 1873                 | أورلياني، يمين وسط                                               | [ 2 ]  |
| 3     |      | باتريس دو مكماهون (1808–1893        | 24 أيار 1873                 | 30 كانون الثاني 1879         | تشريعي (أنصار السلطة الملكية الشرعية)                            | [ 3 ]  |
| 4     |      | جول كريفي (1807–1891)               | 30 كانون الثاني 1879         | 2 كانون الأول 1887           | معتدل                                                            | [ 4 ]  |
| 5     |      | ماري فرانسوا سعدي كارنو (1837–1894) | 3 كانون الأول 1887           | 25 حزيران 1894†              | معتدل                                                            | [ 5 ]  |
| 6     |      | جان كازيمير بيرييه (1847–1907)      | 27 حزيران 1894               | 16 كانون الثاني 1895         | معتدل                                                            | [ 6 ]  |
| 7     |      | فيليكس فور (1841–1899)              | 17 كانون الثاني 1895         | 16 شباط 1899†                | معتدل، جمهوري تقدمي                                              | [ 7 ]  |
| 8     |      | إيميل لوبيه (1838–1929)             | 18 شباط 1899                 | 18 شباط 1906                 | التحالف الجمهوري الديمقراطي                                      | [ 8 ]  |
| 9     |      | أرمان فاليير (1841–1931)            | 18 شباط 1906                 | 18 شباط 1913                 | التحالف الجمهوري الديمقراطي، الحزب الجمهوري الديمقراطي           | [ 9 ]  |
| 10    |      | ريمون بوانكاريه (1860–1934)         | 18 شباط 1913                 | 18 شباط 1920                 | الحزب الجمهوري الديمقراطي، التحالف الجمهوري الديمقراطي           | [ 10 ] |
| 11    |      | بول ديشانيل (1855–1922)             | 18 شباط 1920                 | 21 أيلول 1920                | التحالف الجمهوري الديمقراطي، الحزب الجمهوري الديمقراطي الاشتراكي | [ 11 ] |
| 12    |      | ألكسندر ميلران (1859–1943)          | 23 أيلول 1920                | 11 حزيران 1924               | مستقل                                                            | [ 12 ] |
| 13    |      | غاستون دومرغ (1863–1937)            | 13 حزيران 1924               | 13 حزيران 1931               | راديكالي                                                         | [ 13 ] |
| 14    |      | بول دومير (1857–1932)               | 13 حزيران 1931               | 7 أيار 1932†                 | راديكالي                                                         | [ 14 ] |
| 15    |      | ألبير فرانسوا لوبران (1871–1950)    | 10 أيار 1932                 | 11 تموز 1940 (بالوكالة)      | التحالف الديمقراطي                                               | [ 15 ] |

## رئيسالدولة الفرنسية(1940-1944)
فيليب بيتان

## الجمهورية الرابعة(1947-1959)
| الرقم | صورة | الإسم (الولادة–الوفاة)    | فترة نهاية الحكم; فترة الحكم | فترة نهاية الحكم; فترة الحكم | الحزب سياسي                       | مصدر.  |
| ----- | ---- | ------------------------- | ---------------------------- | ---------------------------- | --------------------------------- | ------ |
| 16    |      | فينسنت أوريول (1884–1966) | 16 كانون الثاني 1947         | 16 كانون الثاني 1954         | حزب العمال                        | [ 16 ] |
| 16    | 1947 | فينسنت أوريول (1884–1966) |                              |                              | حزب العمال                        | [ 16 ] |
| 17    |      | رينيه كوتي (1882–1962)    | 16 كانون الثاني 1954         | 8 كانون الثاني 1959          | المركز الوطني للمستقلين والفلاحين | [ 17 ] |
| 17    | 1953 | رينيه كوتي (1882–1962)    |                              |                              | المركز الوطني للمستقلين والفلاحين | [ 17 ] |

## الجمهورية الخامسة(1959 - حتى الآن)
تأسست الجمهورية الخامسة في فرنسا مع بداية حكم شارل ديغول بعام 1958.
| الرقم | صورة       | الإسم (الولادة–الوفاة)           | فترة نهاية الحكم; فترة الحكم | فترة نهاية الحكم; فترة الحكم | الحزب سياسي                                                          | مصدر.  |
| ----- | ---------- | -------------------------------- | ---------------------------- | ---------------------------- | -------------------------------------------------------------------- | ------ |
| 18    |            | شارل ديغول (1890–1970)           | 8 كانون الثاني 1959          | 28 نيسان 1969                | الاتحاد من أجل الجمهورية الجديدة، الاتحاد من أجل الدفاع عن الجمهورية | [ 18 ] |
| 18    | 1958، 1965 | شارل ديغول (1890–1970)           |                              |                              | الاتحاد من أجل الجمهورية الجديدة، الاتحاد من أجل الدفاع عن الجمهورية | [ 18 ] |
| —     |            | آلان بوير (بالنيابة) (1909–1996) | 28 نيسان 1969                | 20 حزيران 1969               |                                                                      | [ 19 ] |
| 19    |            | جورج بومبيدو (1911–1974)         | 20 حزيران 1969               | 2 نيسان 1974†                | الاتحاد من أجل الدفاع عن الجمهورية                                   | [ 20 ] |
| 19    | 1969       | جورج بومبيدو (1911–1974)         |                              |                              | الاتحاد من أجل الدفاع عن الجمهورية                                   | [ 20 ] |
| —     |            | آلان بوير (بالنيابة) (1909–1996) | 2 نيسان 1974                 | 27 أيار 1974                 |                                                                      | [ 19 ] |
| 20    |            | فاليري جيسكار ديستان (1926–2020) | 27 أيار 1974                 | 21 أيار 1981                 | الجمهوريون المستقلون، الاتحاد من أجل الديمقراطية الفرنسية            | [ 21 ] |
| 20    | 1974       | فاليري جيسكار ديستان (1926–2020) |                              |                              | الجمهوريون المستقلون، الاتحاد من أجل الديمقراطية الفرنسية            | [ 21 ] |
| 21    |            | فرانسوا ميتران (1916–1996)       | 21 أيار 1981                 | 17 أيار 1995                 | الحزب الاشتراكي                                                      | [ 22 ] |
| 21    | 1981، 1988 | فرانسوا ميتران (1916–1996)       |                              |                              | الحزب الاشتراكي                                                      | [ 22 ] |
| 22    |            | جاك شيراك (1932–2019)            | 17 أيار 1995                 | 16 أيار 2007                 | التجمع من أجل الجمهورية، الاتحاد من أجل حركة شعبية                   | [ 23 ] |
| 22    | 1995، 2002 | جاك شيراك (1932–2019)            |                              |                              | التجمع من أجل الجمهورية، الاتحاد من أجل حركة شعبية                   | [ 23 ] |
| 23    |            | نيكولا ساركوزي (1955– )          | 16 أيار 2007                 | 15 أيار 2012                 | الاتحاد من أجل حركة شعبية                                            | [ 24 ] |
| 23    | 2007       | نيكولا ساركوزي (1955– )          |                              |                              | الاتحاد من أجل حركة شعبية                                            | [ 24 ] |
| 24    |            | فرانسوا أولاند (1954– )          | 15 أيار 2012                 | 14 مايو 2017                 | الحزب الاشتراكي                                                      | [ 25 ] |
| 24    | 2012       | فرانسوا أولاند (1954– )          |                              |                              | الحزب الاشتراكي                                                      | [ 25 ] |
| 25    |            | إيمانويل ماكرون (1977– )         | 14 مايو 2017                 | حتى الآن                     | إلى الأمام!                                                          | .      |
| 25    | 2017       | إيمانويل ماكرون (1977– )         |                              |                              | إلى الأمام!                                                          | .      |